# Might and Magic VI: The Mandate of Heaven
Might and Magic VI: The Mandate of Heaven is een computer role-playing game ontworpen door New World Computing. Het spel is het zesde deel in de serie Might and Magic.

## Achtergrond
Het spel bevat vier avonturiers die worden bestuurd door de speler. Als speler moet je hen begeleiden om machtige helden te worden en het land Enroth te redden. Might and Magic VI herlanceerde effectief het Might and Magic RPG franchise.
Hoewel de role-playingkant van het spel erg “hol” is wat betreft karakterontwikkeling en niet-lineaire plot, maakten de muziek en de voor 1998 moderne graphics het spel erg populair onder role-playingliefhebbers.

## Verhaal
Sheltem is voorgoed verslagen (zie Might and Magic 1 – 5). Maar er dreigt een nieuw gevaar. De oude oorlog tussen de Ancients en een ras genaamd de Kreegan breidt zich uit naar nabijgelegen planeten. Op een van deze planeten ligt het continent Enroth. De koning van Enroth wordt vermist en zijn “Mandate of Heaven” (waar de titel van het spel ook op slaat) is schijnbaar voorgoed verloren. Enroth wordt aangevallen door een groep demonen en een nieuwe groep avonturiers moet hen bevechten.
De vier bespeelbare personages komen uit de stad Sweet Water, die is aangevallen en overgenomen door de demonen. Falagar, een magiër, hielp de vier helden te ontsnappen door ze naar de stad New Sorpigal te teleporteren. Vanuit die stad doen de helden ervaring op en leren nieuwe vaardigheden om de demonen te bevechten.

## Sequels
MMVI kreeg een sequel: Might and Magic VII: For Blood and Honor, eveneens ontworpen door New World Computing. Dit werd gevolgd door nog twee sequels.